# دفتر بین‌المللی صرع
دفتر بین‌المللی صرع (انگلیسی: International Bureau for Epilepsy) یا به‌اختصار «IBE»، یک سازمان غیرانتفاعی است که در سال ۱۹۶۱ میلادی پایه‌گذاری شد. اعضای این سازمان را افراد عادی و متخصصان گوناگون تشکیل می‌دهند. دایرهٔ عملِ این سازمان، جهانی است. این دفتر معمولاً با «اتحادیه بین‌المللی علیه صرع» همکاری دارد تا آگاهی عمومی را در زمینهٔ صرع بالا ببرد.
این سازمان با همکاری سازمان جهانی بهداشت و اتحادیه بین‌المللی علیه صرع، «کارزار بین‌المللی علیه صرع» را برپا و اجرا می‌کنند. این کارزار در سال ۱۹۹۷ میلادی شروع شد تا تلاش کشورها را در کمک و ادارهٔ مشکلات مبتلایان به صرع، افزایش دهد.